# Hyderabad (Pakistan)
 Denne artikel omhandler byen Hyderabad (Pakistan). Der er også andre byer med dette navn, se Hyderabad.
Hyderabad er en by i det sydlige Pakistan, med 1.732.693(2017) indbyggere. Byen ligger i distriktet Sindh, ved bredden af Indus-floden. 
Hyderabad blev grundlagt i 1768.